# 大村 (大字)
大村，原稱為大庄，是臺灣彰化縣大村鄉的一個傳統地域名稱，也是全鄉行政中心所在地，位於該鄉中部偏西。相較於今日行政區，其範圍大致包括大村村、田洋村、貢旗村、南勢村。

## 歷史
台灣清治末期至日治初期，大村地區為一街庄，稱為「大庄」，隸屬於燕霧下堡。該庄西北與陝西庄為鄰，北與東與茄苳林庄為鄰，東與過溝庄為鄰，東南與擺塘庄為鄰，南邊為大埔心庄、大崙庄，西邊為加錫庄為界。
1901年（日治明治三十四年）11月，全台廢縣廳改設二十廳，該庄隸屬於彰化廳。1903年（明治三十六年）6月，該庄編入「大庄區」，隸屬於彰化廳。1909年（明治四十二年）10月，合併二十廳為十二廳，大庄區改隸屬於臺中廳。1920年（大正九年），該庄改制並改名為「大村」大字，隸屬於臺中州員林郡大村庄。
戰後大村庄改制為大村鄉，隸屬於臺中縣，大字亦改制為村。1950年10月，中、彰、投分治，大村鄉改隸屬彰化縣。

## 聚落
本地區發展較早的聚落為大庄北堡、大庄南堡，在日治期初期的官方地圖上已有記載。此外，本地區尚有貢旗、田洋、田洋仔等聚落。

## 交通
縣道146號（大溪路、中正西路）是溪湖至大村鄉犁頭厝的道路，大致以西南—東北走向轉南南西—北北東走向再轉西南—東北走向再轉東北—西南走向經過大村地區。由該道路向西南可前往加錫與大崙東南部邊界地帶、大崙東南部、埤霞、梧鳳、三塊厝、四塊厝、頂寮東南端、溪湖市區並止於省道台19線路口，向東南可前往過溝、擺塘、蓮花池、黃厝北部的犁頭厝聚落南側並止於縣道137號路口。
鄉道彰44線（大崙路）是埔鹽至貢旗的道路，其東側端點位於本地區中部偏西南的縣道146號路口。由此向西微南經鄉道彰55-1線終點路口後續行，出境後可前往加錫、大崙、下崙、南港、廍子、埔鹽、瓦磘的修好聚落南郊並止於縣道135號路口，向東微北可前往大村市區西南郊並止於縣道146號路口。
鄉道彰55-1線（松槐路、田洋橫巷、田洋巷、貢旗二巷）是頂腳仔至貢旗的道路，也是大村市區北郊至西郊的連絡道路，其東北側端點位於本地區東北部的鄉道彰59線路口。由此向西南西可至本地區北部邊界，沿邊界續行至田洋橫巷路口轉南，不遠處即遇到阪本排水而沿其東岸蜿蜒而行，至田洋巷路口轉西微南，至貢旗二巷路口轉南，其後順路轉東再轉南，可止於貢旗聚落西側的鄉道彰44線路口。
鄉道彰58線（茄苳路一段178巷、慶安路）是大村至大橋頭的道路，其西側端點位於本地區東部偏北的大村聚落北側鄉道彰59線路口。由此向東北東出境後可前往過溝地區中部偏東北的大橋頭聚落並止於省道台1線路口。
鄉道彰59線（茄苳路二段～一段）是莿桐腳至大村的道路，其南側端點位於大村聚落縣道146號路口。由此向西北轉北北東經鄉道彰58線起點路口後，再轉西北經鄉道彰55-1線起點路口後出境，可前往茄苳林、茄苳腳、陝西、茄苳腳西北端的劉厝、口庄、大埔西南部並止於鄉道彰16線路口。
鄉道彰71線（員大路）是大村至員林市南平的道路，其北側端點位於大村聚落東南郊邊界地帶的縣道146號路口。由此向南南東沿邊界蜿蜒而行，經鄉道彰71-1線路口並出境後，可前往擺塘西南部、南平並止於鄉道彰76線路口。
鄉道彰71-1線（學士街、南勢巷、南一橫巷）是大村至擺塘的道路，其西北側端點位於大村聚落中央偏東南的縣道146號路口。由此向南蜿蜒而行，至邊界處的南一橫巷路口轉東微北沿邊界而行，經鄉道彰71線路口並出境後，可前往擺塘並止於鄉道彰73線路口。

## 學校
- 大村國小

## 廟宇
- 大庄慈雲寺（觀音寺）